# Джанет Гейнор
Джанет Гейнор, у шлюбі Гайнор Грегорі (6 жовтня 1906 — 14 вересня 1984) — американська акторка. Одна з найпопулярніших акторок німого кіно.
У 1928 році Гейнор стала першою лауреаткою премії Американської кіноакадемії за найкращу жіночу роль за ролі в трьох фільмах: «Сьоме небо» (1927), «Схід: Пісня двох людей» (1927) і «Вуличний ангел» (1928). Це був єдиний випадок, коли акторка завоювала «Оскар» за кілька ролей. Це правило було змінено через три роки. 
Її кар'єра продовжувалася з появою звукового кіно, і Гейнор досягла помітних успіхів в оригінальній версії фільму «Народження зірки» (1937). За роль в цьому фільмі вона була знов номінована на «Оскар».
Вона майже не знімалася після кінця 1930-х. 
Потрапила у 1982 в автомобільну катастрофу, цей інцидент сприяв її смерті два роки потому. Похована на кладовищі «Hollywood Forever», поруч з другим чоловіком Адріаном, на надгробку написа: «Джанет Гейнор Грегорі» на честь її третього чоловіка Пола Грегорі. 
Її зірку на Голлівудській алеї слави можна знайти за адресою 6284 Hollywood Blvd.

## Фільмографія
- 1926 — Синій орел
- 1926 — Повінь в Джонстауні
- 1926 — Опівнічний поцілунок
- 1926 — Повернення Пітера Грімма
- 1927 — Сьоме небо / Seventh Heaven
- 1927 — Схід: Пісня двох людей
- 1928 — Чотири дияволи / Four Devils
- 1928 — Вуличний ангел
- 1929 — Крістін
- 1929 — Щасливі дні
- 1929 — Щаслива зірка
- 1929 — Сторони сонця
- 1931 — Папа «Довгі ноги»
- 1931 — Чудовий
- 1931 — Людина, яка повернулася
- 1931 — Просто Мері Енн
- 1932 — Перший рік
- 1933 — «Ярмарок штату» / (State Fair) — Марджі Фрейк
- 1934 — Кароліна
- 1934 — Зміни поглядів
- 1934 — Службовий вхід
- 1935 — Фермер бере дружину
- 1935 — Ще одна весна
- 1936 — Закохана леді
- 1936 — Маленька міська дівчинка/Кінське місто
- 1937 — Народження зірки
- 1938 — Три кохання Ненсі
- 1938 — Молодість у серце
- 1957 — Бернардин